# Station Voorthuizen
Station Voorthuizen is een voormalig spoorwegstation aan de spoorlijn Nijkerk - Ede-Wageningen. Het station werd geopend op 1 december 1903 en gesloten op 8 december 1937. Het station ligt aan de De Ruijterlaan 4 aan de westzijde van het dorp Voorthuizen.

## Stationsgebouw
Het stationsgebouw werd in 1903 gebouwd. Het werd gebouwd naar ontwerp van stationstype SMV groot. Het gebouw is sinds 1980 als kerkgebouw ingericht en wordt gebruikt door Evangeliegemeente De Kandelaar. Het gebouw heeft geen monumentale status, maar wordt door de kerk wel als zodanig onderhouden.
0: Nijkerk · 
Driedorp · 
Appel · 
Dusschoten · 
10: Voorthuizen · 
Kruispunt · 
13: Barneveld Noord · 
15: Barneveld Centrum · 
Meulunteren · 
22: Lunteren · 
Doesburgerbuurt · 
Stompekamp · 
Ede gemeentehuis · 
28: Ede Centrum · 
30: Ede-Wageningen